# Alphaherpesvirinae
Alphaherpesvirinae es una subfamilia de virus en la familia Herpesviridae, de crecimiento rápido (el ciclo de replicación es relativamente corto), efectivamente citolíticos con la peculiaridad de vivir en latencia en las neuronas, y ganglios sensibles de una gran variedad de hospedadores. Comprende las siguientas especies causantes del herpes:
Herpesvirus Bovino 2
Herpesvirus Canino 1
Herpesvirus del Cercopiteco 1
Herpesvirus Equino 1
Herpesvirus Equino 2
Herpesvirus Equino 3
Herpesvirus Felino 1
Herpesvirus Humano (alfa) 1
Herpesvirus Humano 2
Herpesvirus Humano 3 (Varicela, Herpes Zóster)
Herpesvirus Porcino 1